# Brian Henton
Brian Henton (ur. 19 września 1946 w Castle Donington) – były brytyjski kierowca wyścigowy.

## Życiorys
Rozpoczął ściganie w wieku 23 lat. W 1971 roku wygrał mistrzostwa Brytyjskiej Formuły Vee. Trzy lata później został mistrzem Brytyjskiej Formuły 3.
W 1974 roku zadebiutował w Formule 2. Rok później zadebiutował w Formule 1 w Lotusie. Po 1977 zrezygnował z Formuły 1 i wrócił do Formuły 2, gdzie w 1980 roku zdobył tytuł mistrzowski. To spowodowało, że wrócił w 1981 do Formuły 1. W Formule 1 startował też w 1982. Ogółem w tej serii nie zdobył ani punktu.
Po wycofaniu się ze sportów motorowych prowadził salon samochodowy. Później rozszerzył swoją działalność na inne aspekty, głównie inżynieryjne.

## Wyniki w Formule 1
| Legenda oznaczeń w tabelach wyników Wyświetl szablon na nowej stronie | Legenda oznaczeń w tabelach wyników Wyświetl szablon na nowej stronie                                                                     |
| Oznaczenie                                                            | Wyjaśnienie |
| --------------------------------------------------------------------- | --- |
| Złoty                                                                 | Zwycięzca lub mistrzostwo |
| Srebrny                                                               | 2. miejsce lub wicemistrzostwo |
| Brązowy                                                               | 3. miejsce lub II wicemistrzostwo |
| Zielony                                                               | Ukończył, punktował (w klasyfikacji generalnej, gdy zdobył co najmniej jeden punkt na przestrzeni sezonu, poza trzema powyższymi opcjami) |
| Niebieski                                                             | Ukończył, nie punktował (w klasyfikacji generalnej, gdy nie zdobył co najmniej jednego punktu na przestrzeni sezonu)                      |
| Czerwony                                                              | Nie zakwalifikował się (NZ) |
| Czerwony                                                              | Nie prekwalifikował się (NPK) |
| Różowy                                                                | Nie ukończył (NU) |
| Różowy                                                                | Niesklasyfikowany (NS) (w klasyfikacji generalnej, gdy nie został sklasyfikowany w żadnym wyścigu sezonu)                                 |
| Czarny                                                                | Zdyskwalifikowany (DK) |
| Czarny                                                                | Wykluczony (WYK/EX) |
| Biały                                                                 | Nie wystartował (NW) |
| Biały                                                                 | Kontuzjowany (K/INJ) |
| Biały                                                                 | Wyścig odwołany (OD/C) |
| Bez koloru                                                            | Został wycofany (WYC/WD) |
| Bez koloru                                                            | Nie przybył (NP/DNA) |
| Bez koloru                                                            | Nie brał udziału w treningach (NT/DNP) |
| Bez koloru                                                            | Nie został zgłoszony (–) |
| Pogrubienie                                                           | Start z pole position |
| Kursywa                                                               | Najszybsze okrążenie wyścigu |
| †                                                                     | Nie ukończył, ale jego rezultat został zaliczony ze względu na przejechanie więcej niż 90% dystansu wyścigu.                              |
| *                                                                     | Sezon w trakcie |
| 1/2/3                                                                 | Punktowana pozycja w sprincie kwalifikacyjnym                                                                                             |
| Lista systemów punktacji Formuły 1                                    | |

| Rok  | Zespół                      | Samochód      | Silnik   | 1      | 2      | 3      | 4      | 5      | 6       | 7      | 8      | 9      | 10     | 11     | 12     | 13     | 14     | 15     | 16    | 17    | Msc. | Pkt. |
| ---- | --------------------------- | ------------- | -------- | ------ | ------ | ------ | ------ | ------ | ------- | ------ | ------ | ------ | ------ | ------ | ------ | ------ | ------ | ------ | ----- | ----- | ---- | ---- |
| 1975 | John Player TeamLotus       | Lotus 72F     | Ford V8  | ARG -  | BRA -  | ZAF -  | ESP -  | MCO -  | BEL -   | SWE -  | NLD -  | FRA -  | GBR 16 | DEU -  | AUT NW | ITA -  | USA NS |        |       |       | 41   | 0    |
| 1977 | Team Rothmans International | March 761B    | Ford V8  | ARG -  | BRA -  | ZAF -  | USW 10 |        |         |        |        |        |        |        |        |        |        |        |       |       | 34   | 0    |
| 1977 | British Formula 1 Racing    | March 761     | Ford V8  |        |        |        |        | ESP NZ | MCO -   | BEL -  | SWE -  | FRA -  | GBR NZ | DEU -  | AUT NZ |        |        |        |       |       | 34   | 0    |
| 1977 | HB Bewaking Alarmsystemen   | Boro 001      | Ford V8  |        |        |        |        |        |         |        |        |        |        |        |        | NLD DK | ITA NZ | USA -  | CND - | JPN - | 34   | 0    |
| 1981 | Candy Toleman               | Toleman TG181 | Hart R4T | USW -  | BRA -  | ARG -  | SMR NZ | BEL NZ | MCO NPK | ESP NZ | FRA NZ | GBR NZ | DEU NZ | AUT NZ | NLD NZ | ITA 10 | CND NZ | VEG NZ |       |       | 28   | 0    |
| 1982 | Arrows Racing Team          | Arrows A3     | Ford V8  | ZAF NZ |        |        |        |        |         |        |        |        |        |        |        |        |        |        |       |       | 27   | 0    |
| 1982 | Arrows Racing Team          | Arrows A4     | Ford V8  |        | BRA NZ | USW NU |        |        |         |        |        |        |        |        |        |        |        |        |       |       | 27   | 0    |
| 1982 | Team Tyrrell                | Tyrrell 011   | Ford V8  |        |        |        | SMR NU | BEL NU | MCO 8   | USE 9  | CND NS | NLD NU | GBR 8  | FRA 10 | DEU 7  | AUT NU | CHE 11 | ITA NU | VEG 8 |       | 27   | 0    |